# Khaţāylū
Khaţāylū (persiska: خَطايلو, خطایلو) är en ort i Iran.   Den ligger i provinsen Västazarbaijan, i den nordvästra delen av landet, 600 km väster om huvudstaden Teheran. Khaţāylū ligger 1 354 meter över havet och antalet invånare är 512.
Terrängen runt Khaţāylū är kuperad västerut, men österut är den platt.Runt Khaţāylū är det ganska tätbefolkat, med 185 invånare per kvadratkilometer. Närmaste större samhälle är Urmia, 12,4 km norr om Khaţāylū. Trakten runt Khaţāylū består till största delen av jordbruksmark.